# 斯普林瓦利 (伊利諾伊州亞當斯縣)
斯普林瓦利（英語：Spring Valley）是位於美國伊利諾伊州亞當斯縣的一個非建制地區。該地的面積和人口皆未知。

## 地理
斯普林瓦利的座標為39°53′48″N 90°58′43″W / 39.89667°N 90.97861°W，而該地的平均海拔高度為184米（即604英尺）。